# Šumava (kip)
De Šumava (Tsjechisch: Šumavanka, Duits: Böhmerwalder Huhn) is een kippenras uit het Bohemer Woud (Tsjechië). Begin twintigste eeuw was het ras bijna uitgestorven. Na de Tweede Wereldoorlog werden de overgebleven exemplaren gefokt, waardoor de hedendaagse Šumavakippen verschillen met het originele ras.